# Agenzia militare di Lombardia
L’Agenzia militare di Lombardia fu il governo militare instaurato da Napoleone a Milano al suo arrivo il 19 maggio 1796.

## Storia
Vinta la battaglia di Lodi, il capoluogo meneghino cadde rapidamente il giorno 15 nelle mani di Bonaparte. La prima mossa del generale fu spazzare via ogni traccia del cessato potere austriaco.
L’Agenzia, nel quadro dell’emergenza bellica, fu composta seccamente il 30 fiorile IV da soli tre francesi, e sostituì l’abolita Giunta interinale di governo, il Consiglio dei decurioni e il Magistrato camerale.
Anche i suoi compiti erano alquanto diretti: raccogliere il massimo delle tasse possibili per sostenere lo sforzo bellico. In questo quadro, una simile autorità non poteva durare a lungo, e dopo tre mesi fu sostituita dall’Amministrazione generale di Lombardia.